# 中国国分

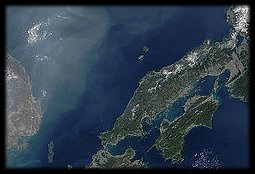
上空からみた中国路

中国国分（ちゅうごくくにわけ）とは、羽柴秀吉（豊臣秀吉）と毛利輝元の同盟関係が成立した天正11年（1583年）以降、秀吉政権によっておこなわれた、山陰道・山陽道にあたる中国路に対する大名など諸領主への領土配分のことである。
* 文中の（ ）の年は西暦、ユリウス暦（1582年10月15日以降はグレゴリオ暦）、月日は全て和暦、宣明暦の長暦による。

## 中国路の平定

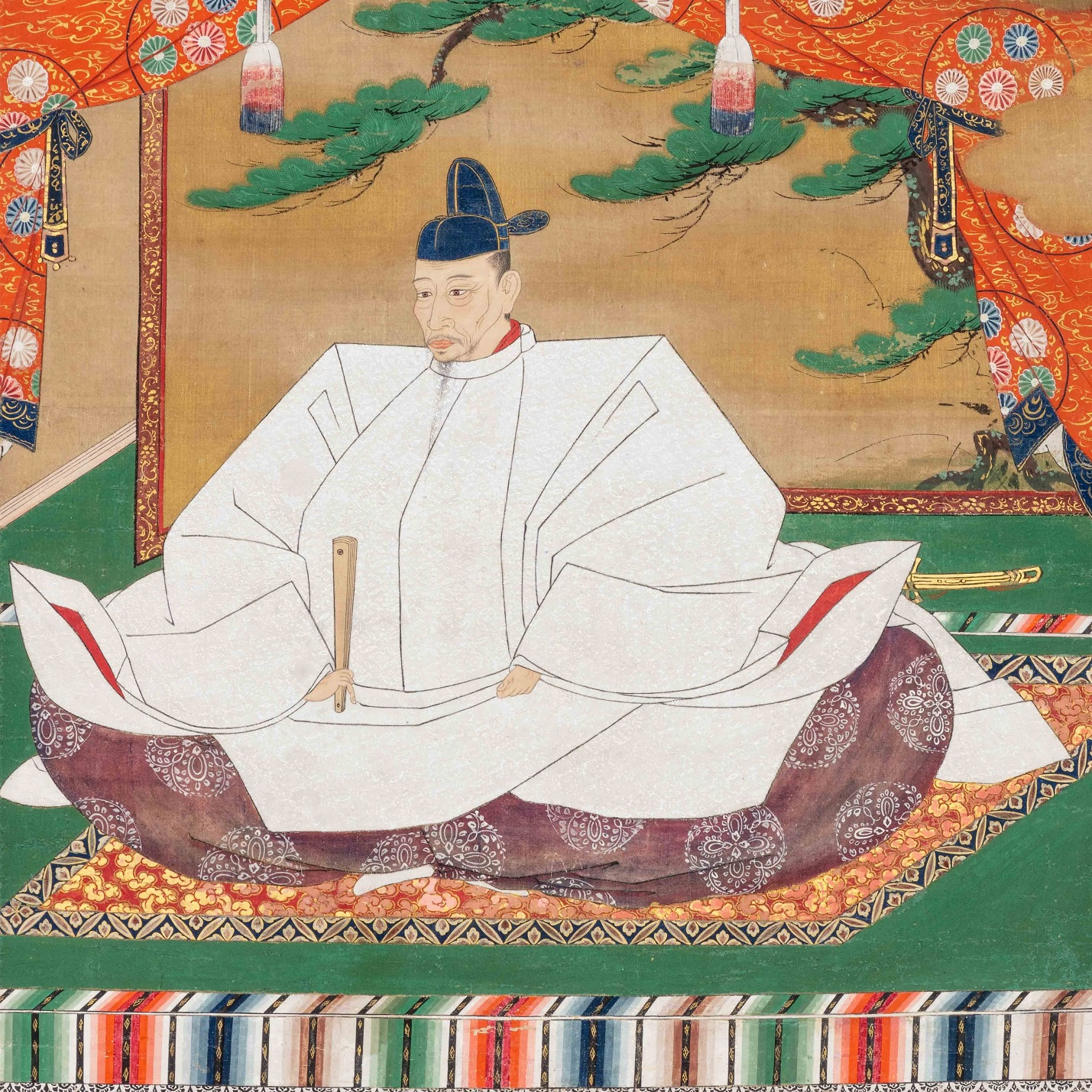
豊臣秀吉

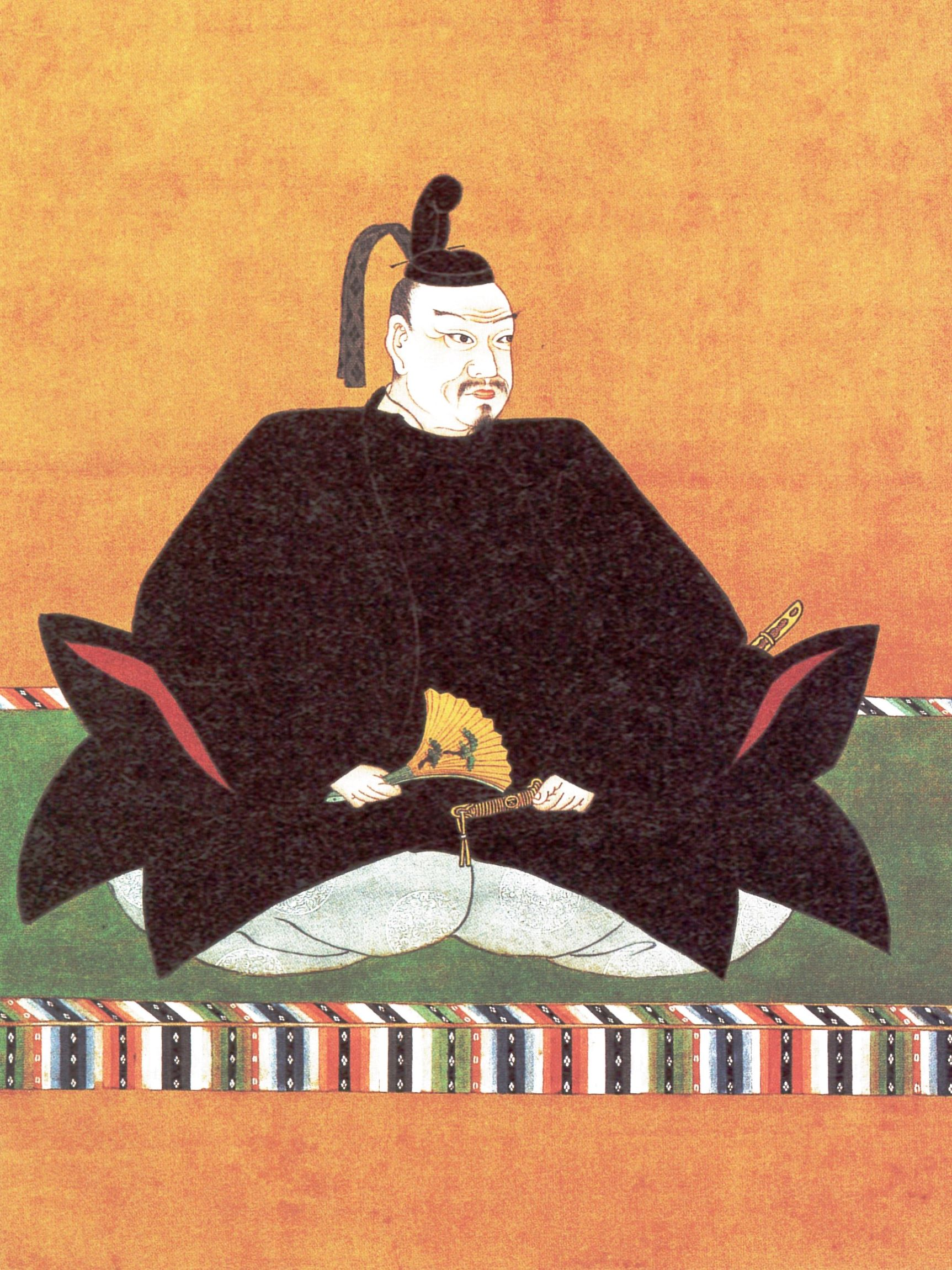
毛利輝元

天正5年（1577年）以降、羽柴秀吉は主君織田信長に命じられて毛利輝元の勢力圏である中国路に対する進攻戦を展開した。これが中国攻めである。戦争は6年におよび、秀吉が備中高松城の戦いの最中にあった天正10年6月までつづいたが、同月2日（ユリウス暦1582年6月21日）の織田信長の突然の横死（本能寺の変）によって中断された。
秀吉は、主君の仇明智光秀を討つため、ただちに毛利氏との講和を取りまとめ、京に向けて取って返した約10日間の軍団大移動（中国大返し）ののち6月13日山崎の戦いで光秀を討ち、6月27日（ユリウス暦1582年7月16日）の清洲会議でも他の重臣や一族に対して優位に立った。
この会議の結果、柴田勝家は秀吉の本拠である近江国長浜を新たに得たが、秀吉は播磨国のほか、山城国、河内国、そして光秀の旧領であった丹波国を獲得した。京都を擁する山城を領した効果は大きく、7月11日（ユリウス暦1582年7月30日）に京都山科の本圀寺に入った秀吉を公家たちは次々に訪問した。また、7月17日には山崎戦のあった天王山山頂に山崎城の普請を開始した秀吉に対して、安国寺恵瓊が早々に毛利輝元と吉川元春の使者として訪れている。毛利氏側としては領土交渉を少しでも有利に進めたかったのであろうと考えられる。
天正11年（1583年）3月、対立していた秀吉と柴田勝家は近江国賤ヶ岳を主戦場として戦った（賤ヶ岳の戦い）。その際、毛利輝元は、秀吉・勝家の双方から同盟を申し込まれたが、中立を保った。なお、このとき足利義昭は、秀吉・勝家の両陣営にはたらきかけて京都復帰を図ろうとしている。
秀吉は、賤ヶ岳戦勝後の同年5月15日（グレゴリウス暦1583年7月4日）付の近江坂本（滋賀県大津市）からの手紙で、東海・北陸地方での戦果と旧武田氏領をのぞく信長の旧版図が秀吉の支配下にはいったことを、輝元の叔父小早川隆景に伝え、輝元がもし自分に従う覚悟をするなら、「日本の治、頼朝以来これにはいかでか増すべく候や」と述べ、信長から自立した独自の政権づくりによって天下一統を推し進めていく抱負を示した。そして、新しい天下の拠点として9月には大坂城の築城を開始した。
秀吉は、領国割譲に関する毛利氏側の要請をいれて伯耆国西部および備中国の高梁川以西を毛利領として画定した。天正11年8月、毛利氏もこれをいったん受諾して人質として小早川元総（毛利元就九男小早川秀包、兄小早川隆景の養子）と吉川経言（吉川元春三男吉川広家）を秀吉のもとに送ったことで境相論は解決の目途が立ち、これをもとに中国国分がなされた。

## 国分の概要

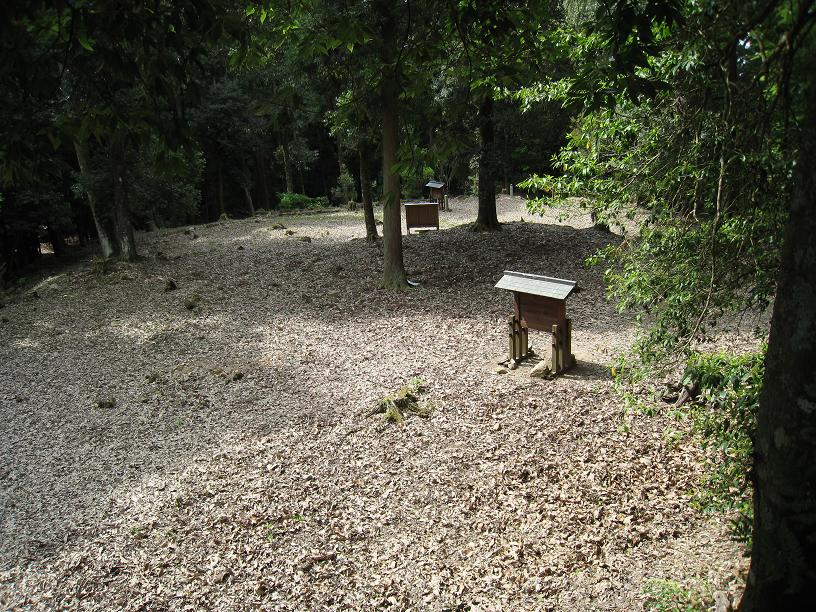
毛利氏の居城吉田郡山城
本丸から二ノ丸をのぞむ

毛利氏と秀吉の領知配分交渉は、山崎の戦い後の天正11年（1583年）から数年かけておこなわれた。毛利氏は人質の提出によって中国路9か国を有する大大名となった一方、秀吉政権に服属することとなった。しかし、天正12年（1584年）3月、秀吉は宇喜多秀家に対し毛利氏への備えを命令しており、必ずしもすべての警戒を解いたものではなかった。
領知配分に関する細かい交渉は、毛利の服属後もつづき、秀吉政権における中国路の取次の任にあった黒田孝高と蜂須賀正勝が現地で、毛利氏の外交僧であった安国寺恵瓊が上方でそれぞれ交渉にあたった。
その結果、秀吉が当初求めた高梁川以東の毛利領の全面割譲は受け容れられなかったが、備中国のうち賀陽郡・都宇郡・窪屋郡、美作国、および備前国のうち児島郡を毛利氏より割譲されることで決着し、これらはほとんど備前岡山城の城主宇喜多秀家にあたえられた。秀吉は、領土の点で毛利氏に対して妥協する反面、天正13年の紀州攻め・四国攻めでは毛利氏に協力を求め、輝元もまたこれに応じた。山陰道に属する伯耆国では、西3郡と八橋領が毛利領、八橋領をのぞく東3郡が南条元続領として画定した。
丹後国は細川藤孝・忠興父子の安堵がみとめられた。日本史学者藤田達生によれば、本能寺の変後、遅くとも天正10年6月8日までに秀吉の使者と藤孝とが接触していたとしている。藤孝はまた、同時に明智光秀からも与力するようさかんに求められたが、結局は、光秀の要請には応じずに中立を守った。そして、山崎の戦いでは秀吉軍に加勢しなかったにもかかわらず、戦後の秀吉は同年7月11日付の書状において、藤孝に対し、その全面的な協力に謝意を表し、今後の細川家の処遇について請け合うことを神に誓う起請文を発した。
山陰道に属する丹波国・但馬国・因幡国、山陽道の播磨国および南海道の淡路国の諸国には織豊系とくに秀吉配下の大名・小名に領土が配分された。これら諸国は、秀吉自身が中国攻めや山崎の戦いなどによって獲得し、その勢力を扶植していった地であった。それゆえ、譜代の家臣のいない秀吉にとっては一門や子飼いの家臣に知行配分する地域として重視された。このため、領土としては細分されることが多く、また、並行して天下統一事業の一環としての四国・九州・東国等の戦役が進められたことから、その論功行賞の影響を強く受けて、この地の領主は目まぐるしく交替した。

## 国分の詳細

### 毛利輝元領

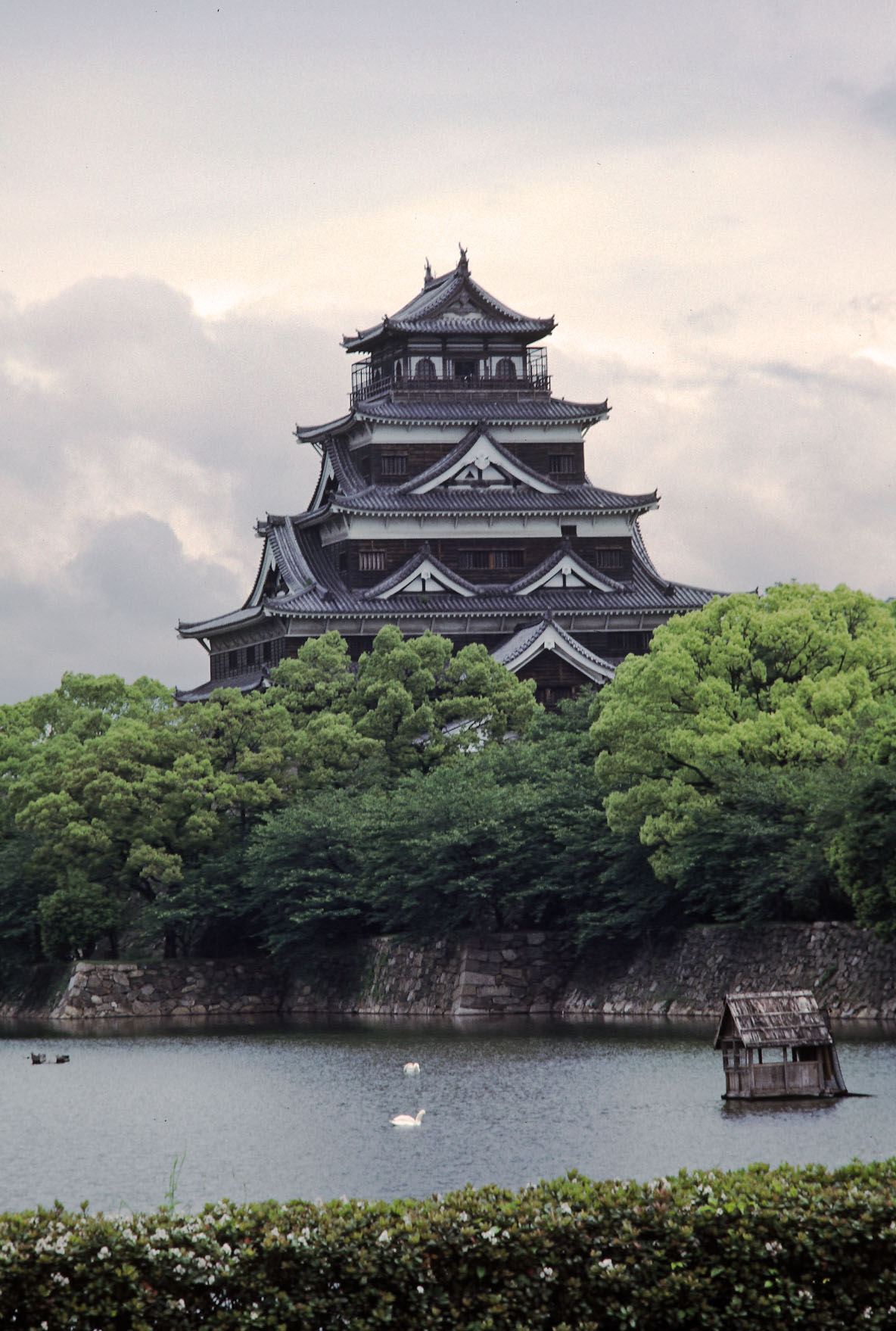
広島城の復元天守と水堀

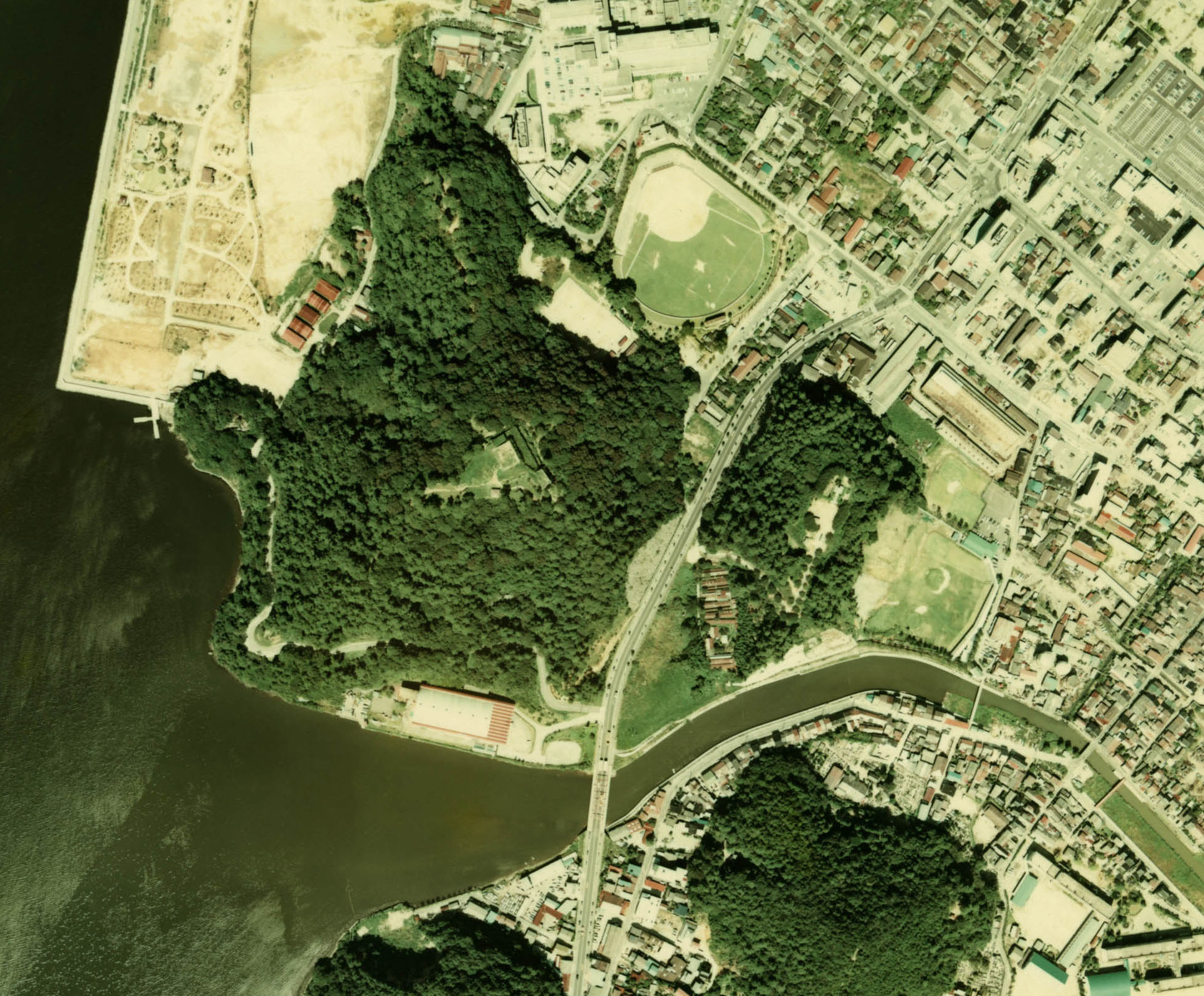
上空からみた米子城

毛利輝元は、安芸国、備後国、周防国、長門国、石見国、出雲国、隠岐国に加え、備中・伯耆両国のそれぞれ西部を領有する太守となった。中国路における所領の総石高は112万石（ほかに四国と九州の安国寺・小早川領あり）であり、大名領としては徳川家康（駿府119万石→江戸256万石）に次いで上杉氏の会津120万石にほぼ等しく、太閤蔵入地（約222万石）の半分強にも達する大身となった。
- 天正19年(1591年)に豊臣秀吉から発給された領知朱印状・領知目録

「安芸 周防 長門 石見 出雲 備後 隠岐 伯耆三郡 備中国之内、右国々検地、任帳面、百拾二万石之事」
内訳は
- 2万石 寺社領
- 7千石 京進方(太閤蔵入地)
- 6万6千石 羽柴小早川侍従(隆景)、内1万石無役
- 11万石 羽柴吉川侍従(広家)、内1万石無役
- 隠岐国 羽柴吉川侍従
- 10万石 輝元国之台所入
- 8万3千石 京都台所入
- 73万4千石 軍役　 都合112万石[11]

なお、みずからも豊臣秀長にしたがって一軍を率いた九州征伐（秀吉の九州平定）ののち、瀬戸内海の制海権が完全に豊臣政権に服したため、経済的にみて、水上交通における流通掌握が各大名にとって以前に比較して格段に重要度を増した。毛利輝元も、九州征伐の終了した天正15年（1587年）以降、本拠地を山間部に立地する安芸国吉田郡山城（広島県安芸高田市）より、水上交通に適した太田川河口の広島（広島県広島市）に遷している。新しい居城となった広島城（広島市中区）は、天正19年（1591年）に完成した。また、小早川隆景は備後国の三原要害を、毛利一門の東の拠点として整備している。
毛利領のうち、山陰道に属する諸国は輝元の叔父吉川元春の総管するところであった。その三男で、夭折した兄の後を継いだ吉川広家は、天正19年3月13日（グレゴリウス暦1591年5月6日）付で出雲国の東半（意宇郡・能義郡・島根郡）、隠岐国、伯耆国の西半（汗入郡、会見郡、日野郡、八橋郡の一部）、および安芸国の一部の総高11万石を毛利輝元よりあてがわれた。広家は、同年6月、尼子氏のかつての居城で、要害無比の堅固な城として知られた出雲の月山富田城（島根県安来市）にうつった。しかし、月山富田城もやはり山間部に位置していたため、広家は新しい本拠として、水陸の交通に至便な伯耆国会見郡米子（鳥取県米子市）の地を選び、米子湊山城の修築に取りかかった。山頂には本丸、北側中腹部に二ノ丸、その下に三ノ丸の各郭が設けられて近世城郭となし、尼子氏時代に主郭として機能していた飯山は出丸として活用された。

### 宇喜多秀家領
宇喜多秀家は、天正9年（1581年）の父宇喜多直家の没後に遺領を継承し、それに先だって直家が信長への帰順を明らかにしていたことから、天正10年正月、織田信長より備前一国を安堵され、5月から6月にかけての備中高松城の戦いでは羽柴秀吉に加勢した。秀吉と毛利氏の領土画定交渉ののち、秀家は、本領としていた備前のほとんどと、毛利氏より割譲された備前児島郡、賀陽・都宇・窪屋の備中3郡、美作国を安堵された。のち赤穂郡ほか播磨3郡も得てあわせて57万4,000石を領した。

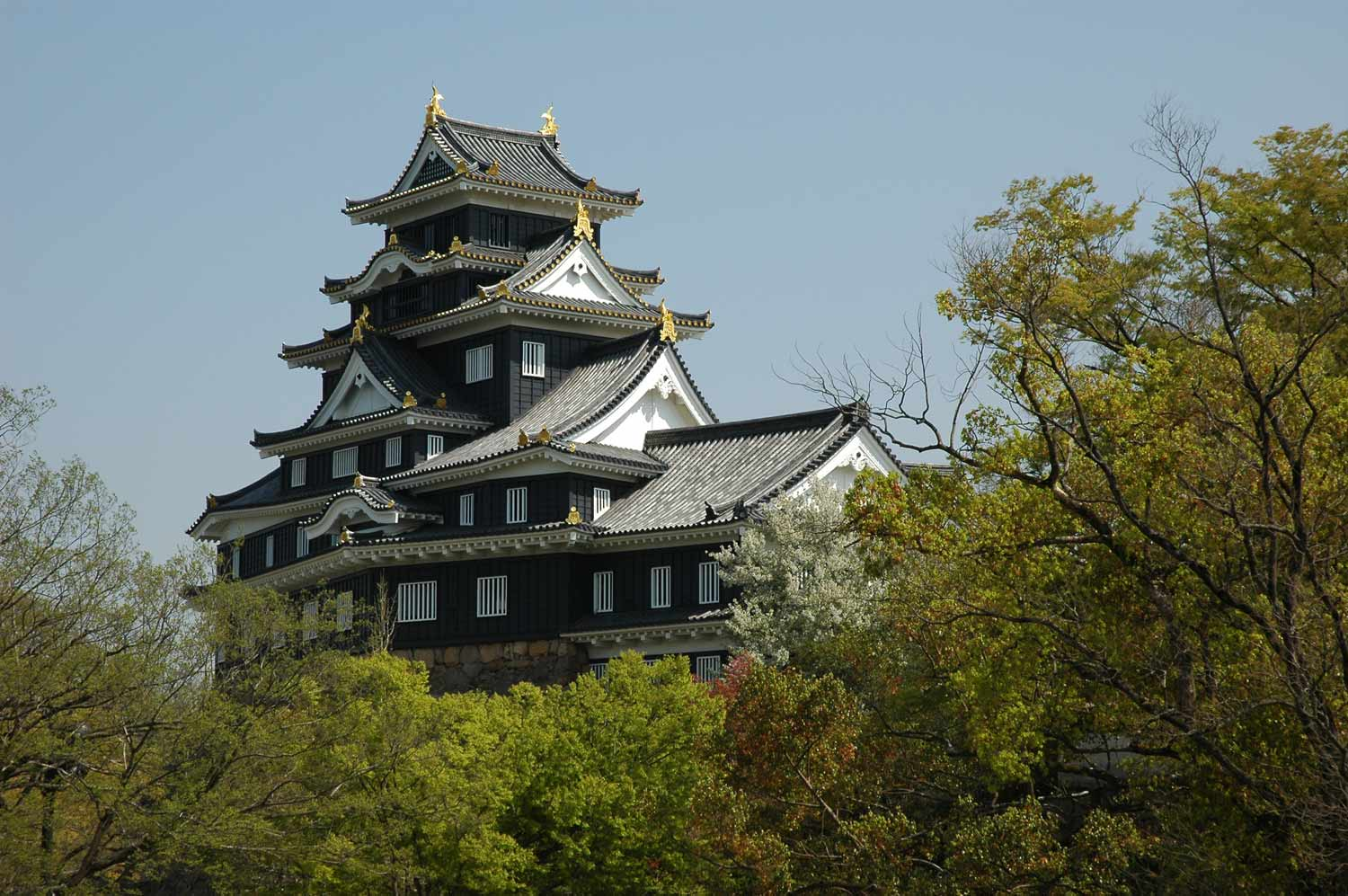
岡山城再建天守

これは、大名領としては、徳川氏、毛利氏（九州の小早川と四国の安国寺含む）、上杉氏、前田氏（加賀84万石）、伊達氏（米沢72万石のち陸奥大崎58万石）、に次いで6番目の石高であり、常陸国の佐竹氏（55万石）、薩摩国・大隅国等を領する島津氏（56万石のち61万石）にほぼ匹敵する規模であった。
当初、宇喜多氏は備前上道郡の沼城（岡山市東区）を本拠とし、秀家もそこで生まれているが、天正元年（1573年）、父直家は備前の国人であった金光氏を滅ぼして石山にあった岡山城（岡山市北区）に遷った。金光氏時代の岡山城が小規模であったため、直家は城域を拡大して縄張をしなおし、石山、岡山、天神山の三山のある地に城下町を築いたが、後を継いだ秀家は、城地をさらに拡大して岡山城を修築し、旭川の流路を変更して岡山城下町を本格的に建設した。備前福岡（岡山県瀬戸内市）や備前児島（倉敷市）、美作などから商人を集め、領内の武士も城下町に集められた。

### その他の地域
天正11年（1583年）、秀吉は淡路国洲本城（兵庫県洲本市）に仙石秀久を5万石、摂津国三田城（兵庫県三田市）に山崎片家を2万3,000石の大名として入封させるなど、中国平定に功のあった大名たちにつぎつぎと領地をあたえた。

#### 丹波・丹後
山陰道に属する丹波国と丹後国はともに天正3年（1575年）以来、織田信長の攻略をうけた。山陰方面司令官にあたったのは明智光秀であった。天正7年（1579年）、ようやく両国の平定が完了し、その結果、明智光秀は丹波一国、細川藤孝は丹後一国をあたえられた。

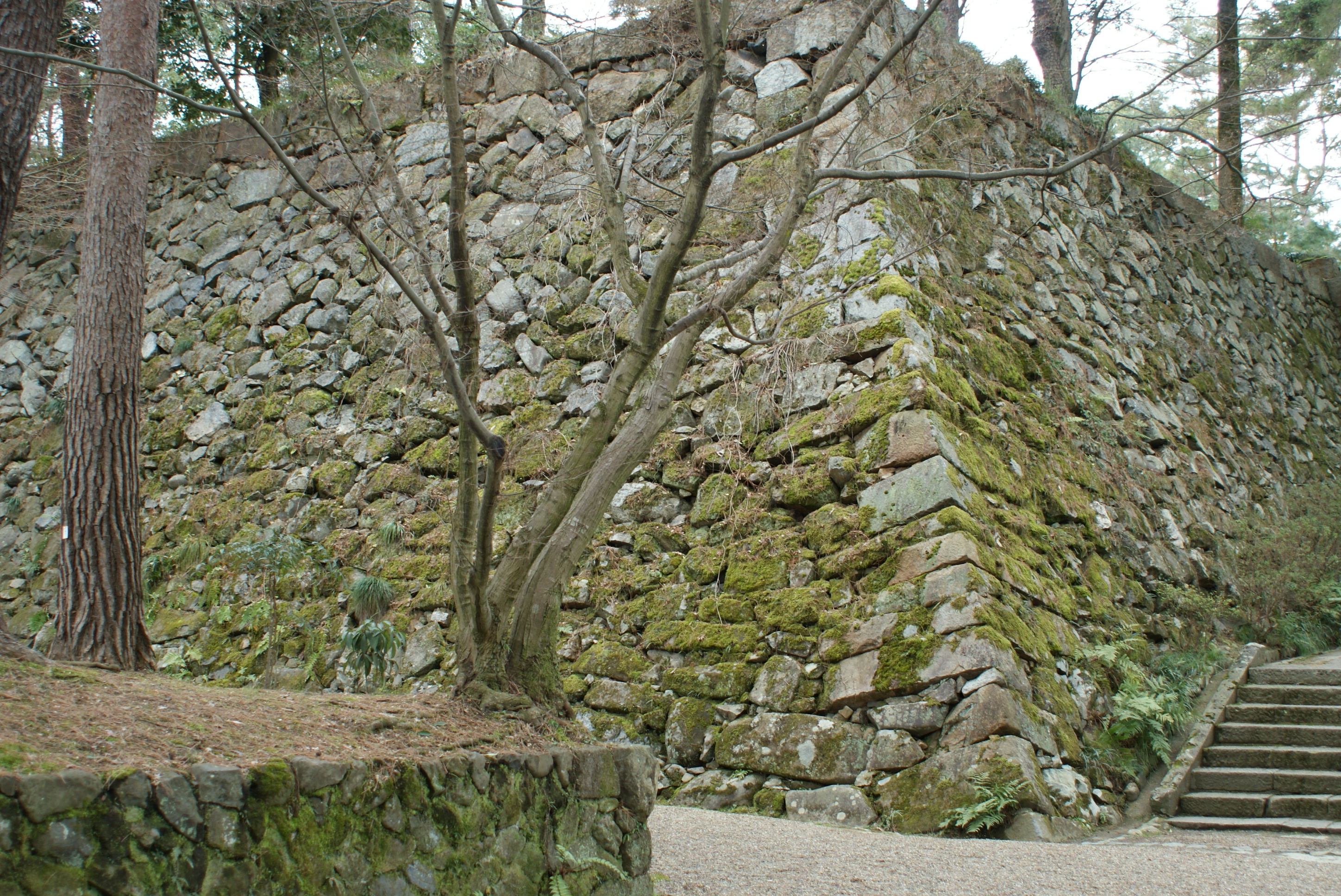
丹波亀山城の石垣

丹波は、清洲会議の結果、羽柴秀吉の領国となり、光秀の居城だった丹波亀山城（京都府亀岡市）には、信長の四男で秀吉の養子となった羽柴秀勝が入った。秀勝の死後は亀山10万石の大名として小早川秀秋が入ったが、文禄4年（1595年）の豊臣秀次の事件に連坐して改易となった。
こののち亀山には、文禄年間に前田玄以が5万石の城主となって入部した。なお、玄以は、西丹波の押さえとして多紀郡八上城の差配も命じられている。
明智光秀が改修したという北丹波の福知山城（京都府福知山市）には最初は杉原家次、ついで小野木重勝が4万石で入部し、何鹿郡山家（京都府綾部市）1万6,000石に谷衛友、同郡上林（綾部市）1万石に高田治忠などが所領を得た。また、慶長3年（1598年）には、織田信長の弟で秀吉の御伽衆であった織田信包が丹波国氷上郡柏原（兵庫県丹波市）に3万6,000石で入封した。
丹後は、天正6年（1578年）からの細川藤孝とその子忠興・興元兄弟による丹後攻めの結果、天正7年、一色氏を降伏させて占領し、天正8年（1580年）、あらためて信長から丹後一国があたえられた。藤孝は、当初宮津城（京都府宮津市）を本拠としていたが、天正11年（1583年）から13年（1585年）にかけて隠居城として田辺城（京都府舞鶴市）を築き、同地にうつった。本能寺の変に際しては、藤孝は幽斎と号して子息忠興に家督を譲り、また、剃髪して信長への弔意をあらわして光秀に対しては非協力の意思を表明したため、山崎の戦いののちの清洲会議では、細川氏の丹後領有が安堵された。

#### 但馬

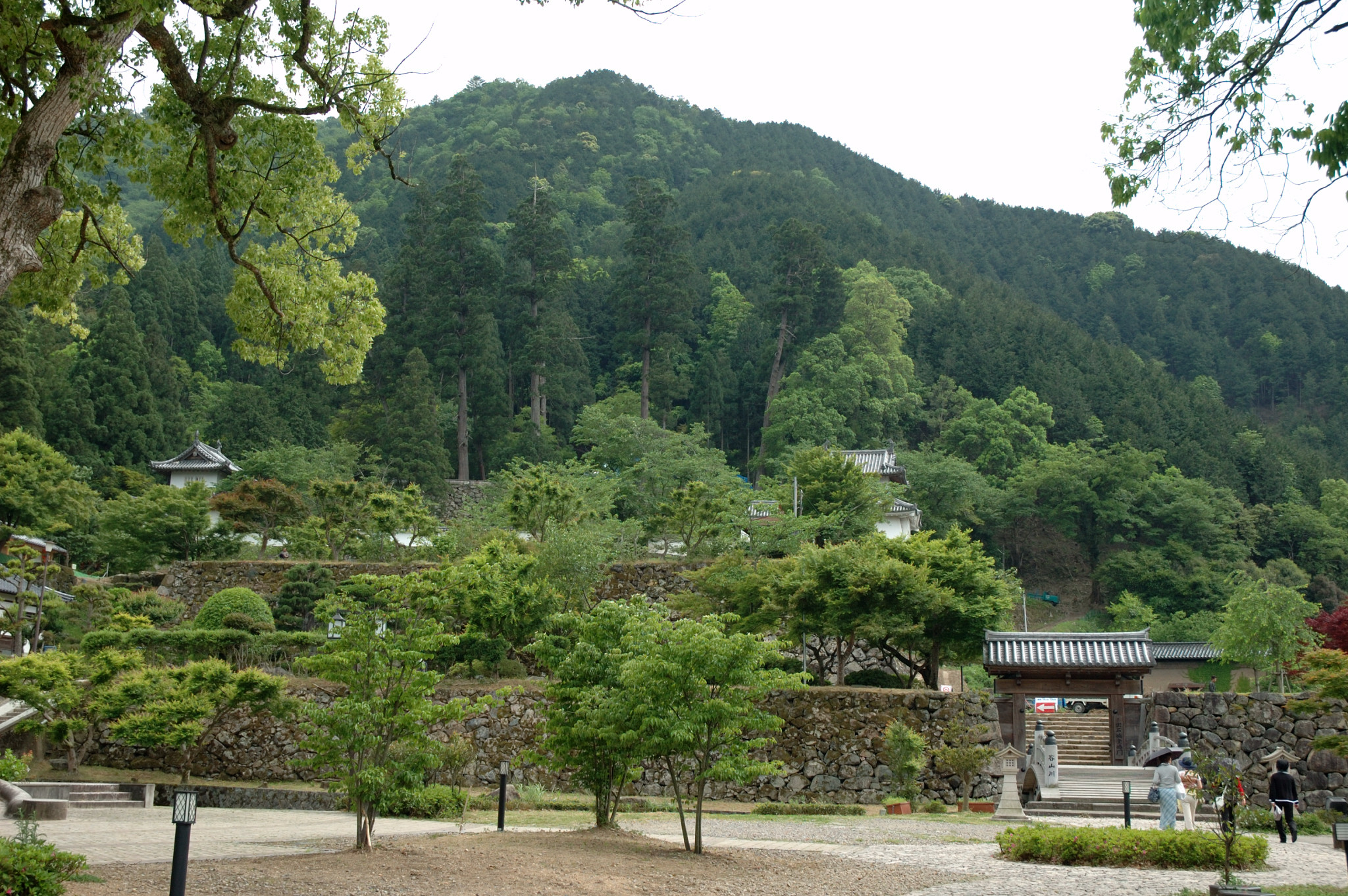
但馬出石城全景

天正13年（1585年）、但馬出石城（兵庫県豊岡市）にあった豊臣秀長が紀州攻めの功で紀伊国・和泉国の2か国をあたえられ、紀伊和歌山城（和歌山県和歌山市）に移ったのにともない、但馬国は4分されて、前野長康が出石城7万5,000石、別所重宗・別所吉治父子が但馬八木城（兵庫県養父市）1万2,000石、赤松広秀が竹田城（兵庫県朝来市）2万2,000石、明石則実が城崎城（豊岡城、豊岡市）2万2,000石をそれぞれあたえられた。なお、別所重宗の養子吉治は、当初信長に従いながらのちに離反した播磨三木城（兵庫県三木市）の城主別所長治の実子だという説がある。
文禄4年（1595年）、秀次事件に連坐して秀次の家老であった出石の前野長康、家臣として仕えた豊岡の明石則実がともに切腹した。そのため、同年、小出吉政が播磨龍野より但馬出石城5万3,200石に入り、慶長2年（1597年）には北政所の従弟にあたる杉原長房が豊岡2万石の城主として但馬に入部した。

#### 因幡・伯耆

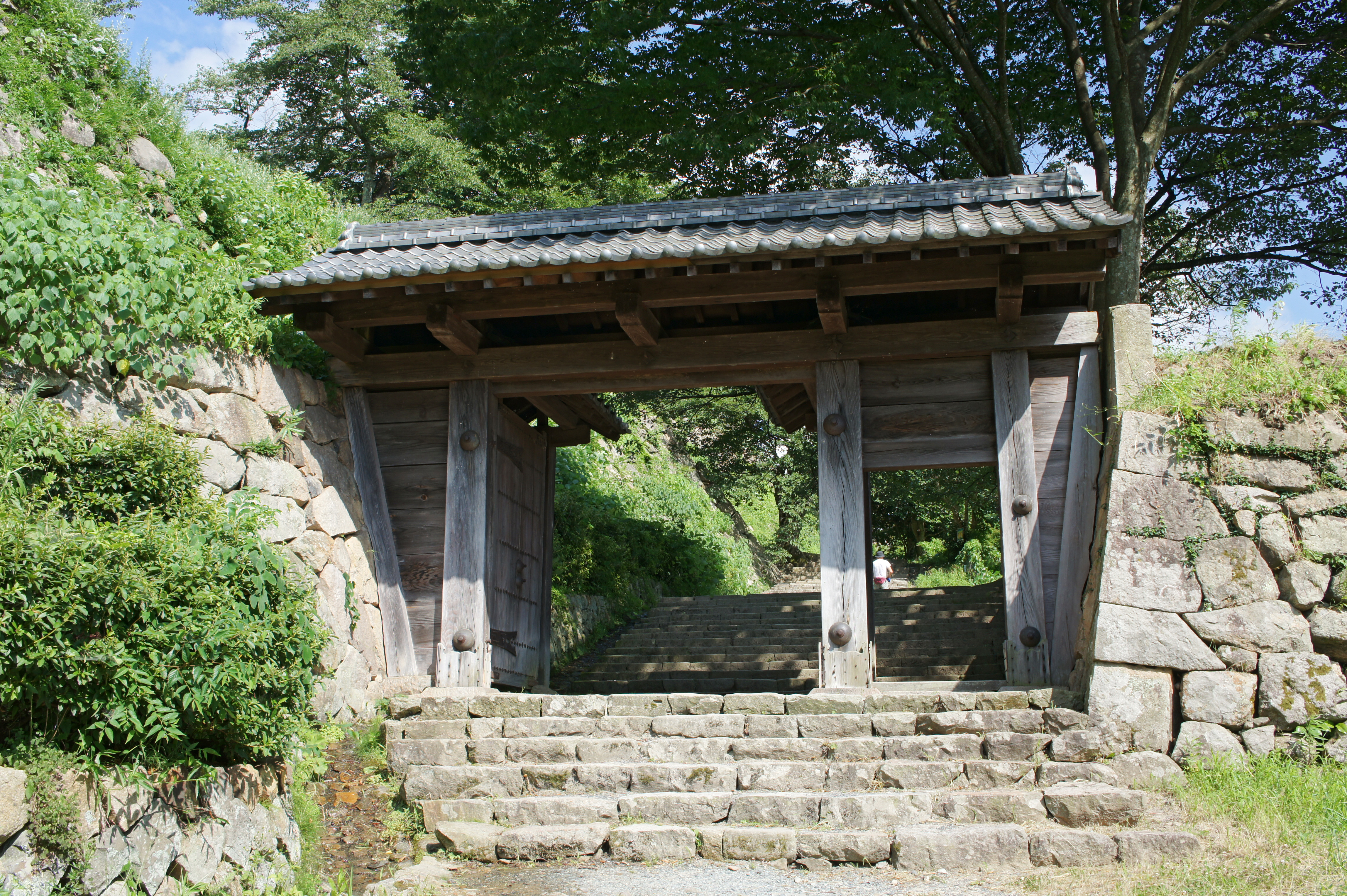
鳥取城の復元城門

因幡では、鳥取落城後の天正9年（1581年）、亀井茲矩に因幡鹿野城（鳥取県鳥取市）1万3,500石をあたえて気多郡を知行させ、因幡の防衛にあたらせた。また、因幡鳥取城（鳥取県鳥取市）の城代として宮部継潤を配し、のちに因幡国の高草郡・八上郡・邑美郡・法美郡の4郡（鳥取県鳥取市・八頭郡）と但馬二方郡をあたえ、九州平定後、宮部継潤を鳥取城（鳥取県鳥取市）主とし、そのまま5万石の大名として取り立てた。さらに、八東郡若桜城（八頭郡若桜町）には木下重堅、智頭郡用瀬城（鳥取市用瀬町）に磯部豊直、巨濃郡浦富（鳥取県岩美郡岩美町）の桐山城には垣屋光成を封じた。
伯耆では、宇喜多直家の信長帰順とほぼ同時期に信長方に服した羽衣石城（鳥取県東伯郡湯梨浜町）の南条元続が、東伯耆の河村郡、久米郡および八橋領をのぞく八橋郡の領有を安堵され、西伯耆は毛利領となった。八橋領と汗入郡、会見郡、日野郡の西伯耆3郡は、のちに吉川広家の領するところとなった。

#### 播磨・淡路

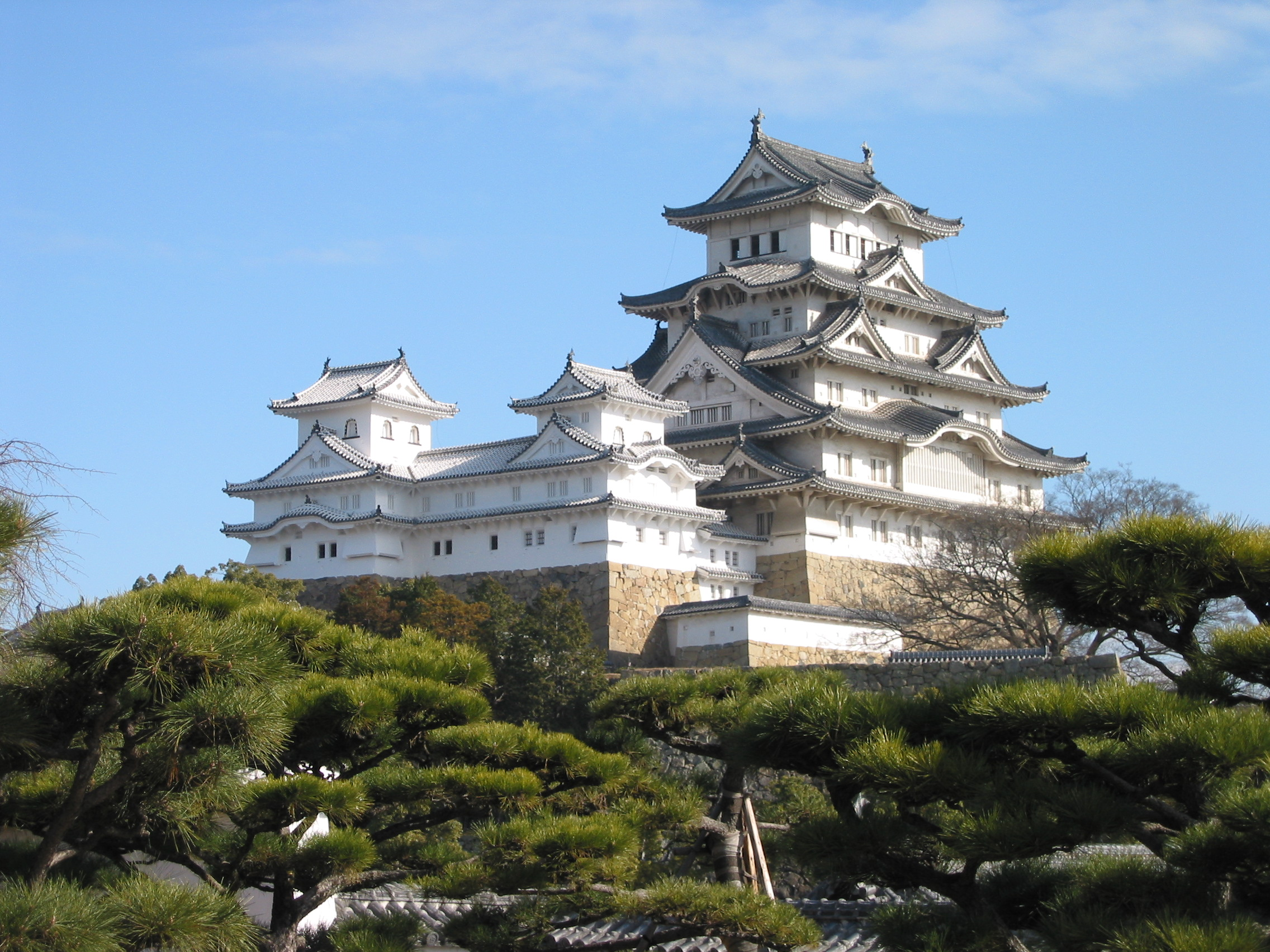
姫路城天守

播磨は、中国攻めに際しては司令官である秀吉の本拠地となったところから、早い段階より配下の武将に対し所領が分与されていた。三木合戦後の三木城には前野長康が知行高3万1,000石で入部し、天正8年（1580年）には揖東郡福井庄6,200石、同郡岩見庄2,700石、同郡伊勢村1,000石などが黒田孝高にあたえられた。天正9年（1581年）、蜂須賀正勝を播磨龍野城（兵庫県たつの市）5万3,000石に取り立て、浅野長政には揖東郡小宅庄・堂本村など5,600石があたえられ、黒田孝高には揖東郡より1万石が加増された。
天正13年、四国平定戦の功をみとめられた淡路洲本の仙石秀久は四国国分によって讃岐国高松城（香川県高松市）10万石に転封となったため、脇坂安治が洲本3万石の領主として淡路に入部した。
天正14年（1586年）には、生駒親正に播磨赤穂城（兵庫県赤穂市）6万石、加藤嘉明には淡路志知城（兵庫県南あわじ市）1万5,000石があたえられた。のちに生駒親正は仙石秀久に替わって讃岐に、加藤嘉明は伊予に転封となった。
天正15年（1587年）、秀吉正室北政所（おね）の兄木下家定に、播磨国の加西郡、印南郡、揖東郡ほか1万1,000石余があてがわれた。その後、家定は文禄4年（1595年）に姫路城（兵庫県姫路市）に入城し、石高も播磨6郡2万1,000石余に加増された。
文禄3年（1594年）6月、小出吉政が、蜂須賀正勝の居城であった龍野城に2万1,000余石をあたえられたが、上述のとおり、翌文禄4年には但馬出石城に加増転封となった。文禄3年、糟屋武則に加古川城（兵庫県加古川市）1万2,000石が、木下家定三男の木下延俊（小早川秀秋の実兄）に播磨国内2万5,000石、木下延重には同国内2万石があたえられ、播磨はしだいに北政所（高台院）の生家木下氏（杉原氏）の分国のような様相を呈した。

## 中国国分の影響
天正12年12月末、秀吉は、輝元の娘を養子の羽柴秀勝に娶せ、毛利氏とのあいだに縁戚関係を結んだ。天正13年（1585年）正月、秀吉は毛利氏との境界画定交渉で大幅に譲歩し、南海道方面の攻略戦での協力を要請した。同2月には、小早川隆景にみずからの3月の紀州攻めの意向を報じ、分国中のすべての警固船を和泉岸和田に集結している。こののち、毛利氏は、羽柴秀長を総大将とする紀州攻め、四国攻めに協力した。同時に、秀吉政権に深く組み込まれることとなり、天正14年（1586年）、毛利領内の城割（城の破却）が命じられた。天正14年から15年にかけての九州の役でも豊臣秀長にしたがい、五番隊まである秀長軍のうち小早川隆景と吉川元長は二番隊、毛利輝元は三番隊の軍役が課された。なお、吉川元春嫡男の元長は、九州の陣中で死去し、家督は弟広家が継いだ。

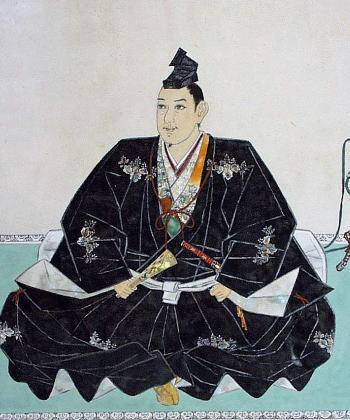
秀吉に重用された宇喜多秀家

宇喜多八郎（秀家）は、備中高松城攻め以後、賤ヶ岳の戦い、小牧・長久手の戦い、四国攻めに加勢し、天正13年（1585年）には元服して秀吉の一字を賜り「秀家」と名乗って九州征伐にも参加した。天正17年（1589年）には、秀吉の養女であった前田利家息女豪姫を娶り、豊臣・前田両氏と縁戚関係を結んだ。養女とはいえ、豪姫は、戦国時代にありがちな政略によって即席に縁組した養女ではなく、秀吉夫妻にとっては、幼いころより本当の娘同然に育ててきた愛娘であった。なお、秀家重用のかげには、人質として差し出された秀家の母（ふく）が絶世の美女であったため秀吉は彼女を寵愛し、それゆえ秀家も秀吉の養子となって出世したといわれることも多いが、少なくとも一次史料からはその事実は確認できない。
いずれにせよ、このように、毛利・宇喜多の両氏は、豊臣政権下屈指の大名として、特に秀吉との縁戚関係も結んだ西国一、二の大大名として豊臣政権をささえた。文禄4年（1595年）の秀次事件後、毛利輝元と宇喜多秀家、小早川隆景の3名は徳川家康、前田利家、上杉景勝とともに連署する形で「御掟」を発令して大老に列している。なお、隆景死去の慶長2年（1597年）以後、その五人は五大老と呼ばれた（その呼称については異論もあり）。
土地制度の面では、いわゆる太閤検地が全域でおこなわれた。以下に、『日本賦税』に記された慶長3年（1598年）段階での石高（万石）を記す。
| 旧国 | 山陰道    | 山陰道 | 山陰道 | 山陰道 | 山陰道 | 山陰道 | 山陰道 | 山陰道 | 山陽道 | 山陽道 | 山陽道 | 山陽道 | 山陽道 | 山陽道 | 山陽道 | 山陽道 | 南海道 |
| 旧国 | 丹波      | 丹後   | 但馬   | 因幡   | 伯耆   | 隠岐   | 出雲   | 石見   | 播磨   | 備前   | 美作   | 備中   | 備後   | 安芸   | 周防   | 長門   | 淡路   |
| ---- | --------- | ------ | ------ | ------ | ------ | ------ | ------ | ------ | ------ | ------ | ------ | ------ | ------ | ------ | ------ | ------ | ------ |
| 府県 | 京都 兵庫 | 京都   | 兵庫   | 鳥取   | 鳥取   | 島根   | 島根   | 島根   | 兵庫   | 岡山   | 岡山   | 岡山   | 広島   | 広島   | 山口   | 山口   | 兵庫   |
| 石高 | 26        | 11     | 11     | 9      | 10     | 4      | 19     | 11     | 36     | 22     | 19     | 18     | 19     | 19     | 17     | 13     | 6      |

検地により、諸大名家の石高が確定して、領主にはそれを基準として軍役が課せられることとなった。さらに、中世的な城郭は城割によって破棄されて各地に近世城郭が築かれるようになった。城下町の多くは、領内の統治に便利で、水陸の交通の便の良い地に多く建設された。各大名は、豊臣政権に組み込まれ、四国攻め、九州征伐では、地理的関係もあって、多く先鋒を務めるなどの重要な役割を担った。そのいっぽう、それぞれ豊臣政権の公認を得て大名権力を強化し、家臣団を整備して近世大名への脱皮をはかり、在地勢力や領民に対した。なお、宇喜多秀家ら各大名は、天正16年4月（1588年5月）の後陽成天皇による聚楽第行幸の際には、関白・太政大臣となった秀吉の命令に違背しないことなどを誓い、朝廷の位階をうけ、豊臣政権を構成する大名間の序列を受け入れた。行幸当日は九州に在陣していた毛利輝元・小早川隆景・吉川広家らものちに上洛して、豊臣姓としかるべき官位を授けられ、7月末にはそろって参内した。こののち、山陰道・山陽道に領知を配分された大名の多くは天正18年（1590年）の小田原征伐、文禄元年（1592年）からの文禄・慶長の役（朝鮮出兵）にも参加した。

## 補説

### 関ヶ原の戦いと中国路
慶長3年8月（1598年9月）、秀吉が死去し、翌慶長4年閏3月（1599年4月）には豊臣秀頼の傅（もり）役であった前田利家が死去して、豊臣政権内部の均衡がくずれた。五奉行のひとりであった石田三成は、家康の会津上杉討伐を、むしろ奥羽の上杉景勝と提携して家康を挟み撃ちする絶好の機会ととらえて決起した。まず、慶長5年7月（1600年8月）、家康の会津征討軍に加わるため越前敦賀を発った大谷吉継と佐和山城（滋賀県彦根市）で会見して、旧知の吉継を味方につけた。7月12日、大和国郡山城城主で五奉行のひとりであった増田長盛はこれを家康方に報じたが、増田と長束正家、前田玄以の三奉行は同時に、毛利輝元にも至急大坂城に登城するよう求めた。大坂城にあった淀殿もまた、三奉行とともに石田・大谷の行為を謀反とみなし、家康方に報じて大坂への帰還を要請した。家康と輝元はこのとき、ともに豊臣政権の五大老を構成する2人として謀反の鎮圧と秀吉の遺児秀頼の守護とを期待されたのであり、淀殿、あるいは三奉行からすれば上杉氏もまた謀反人であった。すなわち、家康は公儀権力として謀反人征伐を旗印に出陣したことを自他ともに認めていたのであり、それゆえ豊臣恩顧の諸大名も動員できたのであった。

ところが、三成は三奉行に自分に与力することを説得し、また、7月15日には安芸国広島城を出発して翌7月16日には大坂に到着した毛利輝元を味方に引き入れて、西軍の総大将としてかつぎあげることに成功した。宇喜多秀家もまた、これに与同した。輝元はただちに家康の留守居役を放逐して大坂城西の丸に入り、そこに集まった西軍諸将は、7月17日付で「内府ちかひの条々」と題する対家康弾劾文を諸国の大名に書き送った。西軍はまた、会津に向かった諸将の妻子をただちに人質として大坂城に引き入れる作戦をとったが、丹後宮津城主細川忠興夫人のガラシャがこれを拒否して死を選ぶなどして、この作戦は失敗した。19日、小早川秀秋・島津義弘・宇喜多秀家らが鳥居元忠のまもる伏見城（京都市伏見区）を攻めたが、元忠のはげしい抵抗により、陥落したのはようやく8月1日になってからのことであった。いっぽう伏見城から元忠が発した西軍挙兵の報は、7月24日、下野国小山（栃木県小山市）に着陣していた家康のもとに達し、これに対し、福島正則・黒田長政・山内一豊ら豊臣恩顧の大名は、家康を大将とする会津征討軍の反転西上をむしろ主唱した。その後、最終的には決戦の舞台が美濃国関ヶ原（岐阜県関ケ原町）にうつされた。
慶長5年9月15日（グレゴリウス暦1600年10月21日）の関ヶ原合戦は、東軍の井伊直政・松平忠吉隊が西軍の宇喜多秀家隊に攻めかかったことで戦端が開かれ、また、宇喜多隊と福島隊との間の激しい攻防は、関ヶ原本戦における激闘のなかでもその最たるものとして、つとに知られる。しかし、輝元の派遣した毛利秀元隊および吉川広家隊は動かず、最後には、小早川秀秋の裏切りが決め手となって西軍は敗退、東軍に大勝利をもたらした。
なお、西軍決起の真相については、決起の主導者が石田三成ではなく、実は宇喜多秀家であるという見方がある。というのも、7月5日という早い時点で、秀家が豊国神社で出陣の儀式を執りおこない、また、その2日後には秀家室（豪姫）が北政所の使者を同道して神楽を奉納しているのであって、諸儀式の準備や北政所への連絡などを考えれば、秀家決起の意志表明のほうが三成挙兵の意志表明よりも時間的に先んじていると考えられるからである。秀家主導説に立つならば、むしろ、秀家に強要された三奉行がやむなく毛利氏にはたらきかけ、それを受けて策動をはじめた安国寺恵瓊が輝元の出馬を工作し、また、輝元出馬の結果を既成事実にして、決起をためらう三成を無理やり自らの路線に引き入れたという見方が可能になる。
また、毛利輝元についても、従来いわれてきたような、単に他律的あるいは形式的な西軍の盟主ではなく、むしろ意欲的・計画的な決起の主導者のひとりであったという見解がある。たとえば、7月12日に発せられた三奉行の上坂要請の書状は、当時、書状が大坂から広島まで通常3日を要することからすれば、15日に到着した可能性が高いものであるが、輝元は、15日のうちに広島を舟で出発しているところからみれば、彼は上坂（大坂行き）をほぼ即断しているのである。さらに翌日には大坂城に到着して、家康留守居を早々に追い、公儀権力の要として豊臣秀頼を手中にするという挙に出ている。このような、大坂渡航に用いる舟・兵糧・武具などの手配や家臣団への下知、および大坂城に入ってからの親徳川派の動きを封じる手法の迅速さ、手際のよさは、三成・吉継の計画に一枚加わっていた輝元の予定の行動だとみることが可能である。

### 関ヶ原戦後の中国路の大名配置

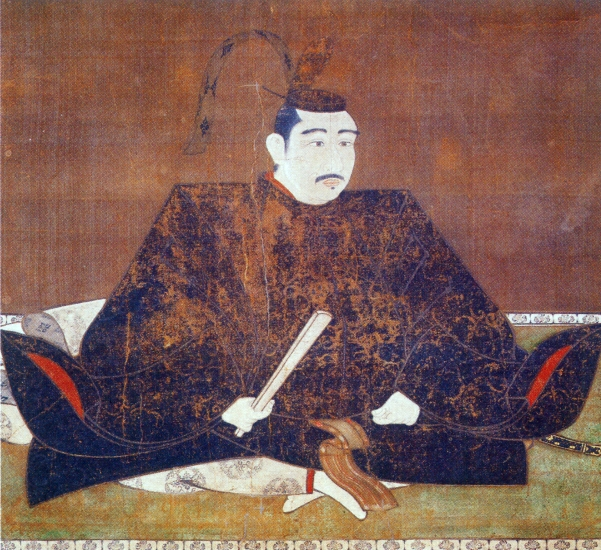
織田信長・豊臣秀吉・徳川家康の3人に仕えた姫路宰相池田輝政

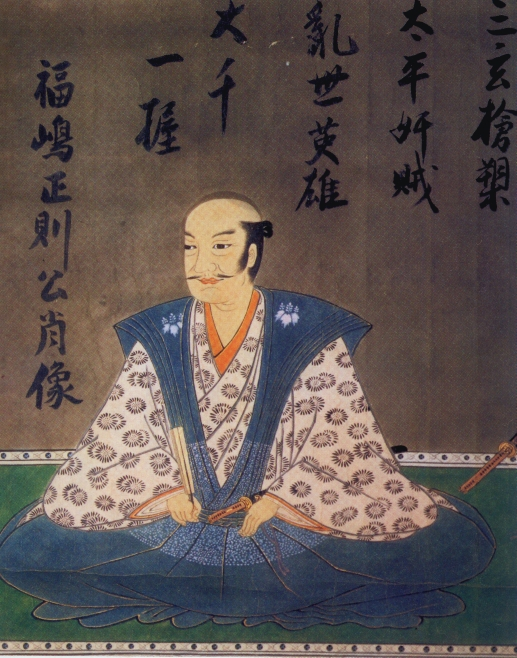
尾張清洲24万石から安芸広島藩の太守となった福島正則

関ヶ原の戦いで西軍についた諸将は、完勝した徳川家康によって領地没収など厳しい処分が下された。ことに、この地方では、豊臣五大老のうち2人（毛利輝元、宇喜多秀家）がおり、西軍大将であった毛利輝元は大幅に減封されて長門・周防両国の領有にとどめられ、主力として参戦した西軍副将宇喜多秀家は改易となったため、大名配置は大きく塗り替えられた。
なお、宇喜多秀家は、関ヶ原合戦後、伊吹山中に逃れたのち島津義弘を頼って薩摩へ落ち延び、3年同地で暮らした。しかし、その噂が広がって徳川家康の耳にはいったため、慶長8年（1603年）薩摩藩主島津忠恒は秀家を家康に引き渡した。忠恒および前田利長の家康への助命嘆願により秀家は死罪を免れ、慶長11年（1606年）八丈島へ配流された。明暦元年（1655年）に84歳で死去するまで、秀家はこの島で生活した。
西軍についた、丹波の小野木公郷、川勝秀氏、但馬の斎村広道（赤松広道）、因幡の宮部長房、木下重賢、垣屋光成、伯耆の南条忠成、播磨の木下延重、横浜茂勝、糟屋宗孝はそれぞれ改易となった。
前田玄以の三男で丹波亀山城主であった前田茂勝は、関ヶ原戦では西軍に属して東軍の細川幽斎のこもる丹後田辺城を攻めたが、朝廷との太いつながりなどが幸いして、旧領を安堵された。一方の細川氏は、その田辺城の戦いでの軍功が評価され、豊前中津39万9,000石に加増移封され、その後、豊前小倉40万石、さらに忠興子息細川忠利は肥後熊本藩54万石と領地を増やした。
豊臣恩顧の諸大名で東軍についた池田輝政、小早川秀秋、福島正則は大幅に加増されて、それぞれ、播磨姫路（52万石）、備前岡山（57万4,000石）、安芸広島（49万8,000石）の山陽道の要衝に配された。
小早川秀秋は備前・美作の宇喜多旧領をあたえられたが、その治世は乱れて老臣はじめ家中で逐電するものが後を絶たなかったという。慶長7年（1602年）、秀秋は21歳で没したが、嗣子がなかったため取りつぶしとなった。
また、この戦いで中立を守り、秀吉正室高台院（おね）の守衛にあたった木下延俊（小早川秀秋の兄）は家康によってその功を認められ、加増されて豊後国日出に転出した。
なお、関ヶ原の戦前にあたる慶長3年（1598年）と戦後の慶長7年（1602年）の中国路の大名配置は以下のとおりである。
| 国   |  | 領地     |  | 1598年（慶長3年） | 石高      |  | 戦後の処置     |  | 1602年（慶長7年） | 石高     |
| ---- |  | -------- |  | ----------------- | --------- |  | -------------- |  | ----------------- | -------- |
| 丹波 |  | 山家     |  | 谷衛友            | 1.6万石   |  | 旧領安堵       |  | 谷衡友            | 1.6万石  |
| 丹波 |  | 園部     |  | 別所吉治          | 1.5万石   |  | 旧領安堵       |  | 別所吉治          | 1.5万石  |
| 丹波 |  | 福知山   |  | 小野木公郷        | 3.1万石   |  | 没収           |  | 有馬豊氏          | 6.0万石  |
| 丹波 |  | 亀山     |  | 前田茂勝          | 5.0万石   |  | 旧領安堵       |  | 前田茂勝          | 5.0万石  |
| 丹波 |  | 丹波ノ内 |  | 川勝秀氏          | 1.0万石   |  | 没収           |  |                   |          |
| 丹後 |  | 宮津     |  | 細川忠興          | 23.0万石  |  | 加増のうえ転封 |  | 京極高知          | 12.3万石 |
| 但馬 |  | 竹田     |  | 斎村広道          | 2.1万石   |  | 没収           |  |                   |          |
| 但馬 |  | 豊田     |  | 杉原長房          | 2.0万石   |  | 旧領安堵       |  | 杉原長房          | 2.0万石  |
| 但馬 |  | 出石     |  | 小出吉政          | 6.0万石   |  | 旧領安堵       |  | 小出吉政          | 6.0万石  |
| 因幡 |  | 鹿野     |  | 亀井茲矩          | 1.3万石   |  | 加増           |  | 亀井茲矩          | 3.8万石  |
| 因幡 |  | 鳥取     |  | 宮部長房          | 20.0万石  |  | 没収           |  | 池田長吉          | 6.5万石  |
| 因幡 |  | 若桜     |  | 木下重賢          | 2.0万石   |  | 没収           |  | 山崎家盛          | 3.5万石  |
| 因幡 |  | 浦住     |  | 垣屋光成          | 1.0万石   |  | 没収           |  |                   |          |
| 伯耆 |  | 羽衣石   |  | 南条忠成          | 4.0万石   |  | 没収           |  |                   |          |
| 伯耆 |  | 米子     |  |                   |           |  |                |  | 中村一忠          | 17.5万石 |
| 出雲 |  | 松江     |  |                   |           |  |                |  | 堀尾忠氏          | 24.0万石 |
| 石見 |  | 津和野   |  |                   |           |  |                |  | 宇喜多正親        | 3.0万石  |
| 播磨 |  | 播磨ノ内 |  | 木下延俊          | 2.0万石   |  | 加増のうえ転封 |  |                   |          |
| 播磨 |  | 播磨ノ内 |  | 木下延重          | 2.0万石   |  | 没収           |  |                   |          |
| 播磨 |  | 播磨ノ内 |  | 横浜茂勝          | 1.7万石   |  | 没収           |  |                   |          |
| 播磨 |  | 加古川   |  | 糟屋宗孝          | 1.2万石   |  | 没収           |  |                   |          |
| 播磨 |  | 姫路     |  | 木下家定          | 2.5万石   |  | 転封           |  | 池田輝政          | 52.0万石 |
| 備前 |  | 岡山     |  | 宇喜多秀家        | 57.4万石  |  | 没収           |  | 小早川秀秋        | 57.4万石 |
| 備中 |  | 庭瀬     |  |                   |           |  |                |  | 戸川達安          | 3.9万石  |
| 備中 |  | 足守     |  |                   |           |  |                |  | 木下家定          | 2.5万石  |
| 安芸 |  | 広島     |  | 毛利輝元          | 112.0万石 |  | 減封           |  | 福島正則          | 49.8万石 |
| 長門 |  | 萩       |  |                   |           |  |                |  | 毛利秀就          | 29.8万石 |
| 淡路 |  | 洲本     |  | 脇坂安治          | 3.3万石   |  | 旧領安堵       |  | 脇坂安治          | 3.3万石  |